# Weißbürzellori
Der Weißbürzellori (Pseudeos fuscata) ist eine Vogelart aus der Familie der Altweltpapageien.

## Beschreibung
Weißbürzelloris gehören mit einer Körperlänge von bis zu 25 cm und einem Gewicht von 117 bis 192 g zu den mittelgroßen Loris. Die Art kommt in einer gelben und einer orangen Farbmorphe vor. Am auffälligsten sind die Farbunterschiede an der Brust. Je nach Morphe befinden sich dort zwei mehr oder weniger deutliche rötlich orange bis gelbe Bänder oder ein unteres oranges und oberes gelbes Band, jeweils getrennt durch ein breiteres dunkelbraunes Band. Ansonsten ist das Gefieder ist überwiegend düster braun, die Federn der Wangen, Nacken und oberer Brust sind gelb gesäumt. Der Bürzel ist gelbbraun weißlich, der kurze bräunlicholive Schwanz ist abgerundet. Auf den Innenfahnen der seitlichen Schwanzfedern befinden sich orange Flecken, die Unterschwanzfedern sind an den Außenfahnen mehr gelblich. Die zentralen Schwanzfedern sind orange und an den Spitzen breit purpurbraun gesäumt. Die Unterschwanzdecken sind schwarzviolett. Die Flügel sind purpurstichig dunkelbraun, die innersten großen Decken und Schirmfedern orangerot überhaucht. Am Flügelbug befindet sich ein oranger Fleck. Die Außenfahnen der Handschwingen sind olivfarben gesäumt, die gelbe oder orange Färbung der Innenfahnen bildet ein Band über das Zentrum der Ober- und Unterflügel. Die Unterflügeldecken sind gelb oder orange uberhaucht. Die Flanken sind dunkelbraun, die Hose bei beiden Farbmorphen rötlich.
Der Schnabel und die unbefiederte Haut an der Schnabelbasis ist orangefarben. Die Iris ist rot, der Orbitalring braun. Die Beine sind dunkelgrau. Die Geschlechter ähneln einander. Juvenile Tiere sind unterseits weniger deutlich gebändert, sie erscheinen generell matter und einheitlicher gefärbt. Ihr Schnabel ist bräunlich schwarz mit gelblicher Basis am Unterschnabel, ihre Iris ist gelblich grau.

## Verbreitung und Lebensraum
Weißbürzelloris kommen mit Ausnahme der höchsten Lagen auf ganz Neuguinea sowie auf der Insel Yapen in der Cenderawasih-Bucht und auf der vor der Küste von Westneuguinea liegenden Insel Salawati vor. Sie leben in Bergregenwäldern, in und am Rand von Wäldern, Sekundärwäldern, Parks, Gärten und auf Plantagen in Höhen von bis zu 2400 m.

## Lebensweise
Weißbürzelloris sind sehr gesellige Tiere, oft formen sie große, laute, hochfliegende Schwärme. Die Schwärme schreien ununterbrochen und sind schon von weitem zu hören, ihr Geschrei soll nach „einer Horde wütender Riesenzikaden“ klingen. Für ihre Nahrung sind sie von blühenden Bäumen abhängig und deshalb stark umherziehend. Sie ernähren sich von Blüten (Nektar, möglicherweise Pollen) und gelegentlich von Früchten und Insekten. Ihr Nest befindet sich in hochgelegenen, hohen Bäumen. Bebrütet wird etwa drei Wochen, die Jungen sind nach ungefähr 72 Tagen flügge.

## Unterarten
Lange wurde Pseudeos fuscata incondita (Meyer, AB, 1886) als Unterart betrachtet. Heute gilt die Art jedoch als monotypisch.

## Etymologie und Forschungsgeschichte
Edward Blyth beschrieb den Weißbürzellori unter dem Namen Eos fuscata. Über den Fundort des Typusexemplars konnte er keine Angaben machen. Erst 1935 führte James Lee Peters den neuen Gattungsnamen Pseudeos für den Weißbürzellori ein. Der Name leitet sich aus den griechischen Worten »pseudos ψευδος« für »falsch« und »eōs εως« für »Osten, Orient« ab. Fuscata leitet sich vom lateinischen »fuscatus, fuscare, fuscus« für »dunkel, dunkel werden, schwarz« ab. Incondita leitet sich vom lateinischen »inconditus« für »uneinheitlich, verworren, ungeordnet« ab.